# Creation Engine
Creation Engine is een game engine voor driedimensionale computerspellen, ontwikkeld door Bethesda Game Studios.

## Beschrijving
De ontwikkeling van de engine startte in 2009 nadat de technische en grafische mogelijkheden van Gamebryo te beperkt werden. Creation is een fork van Gamebryo, waarbij Bethesda de grafische kern verbeterde met ondersteuning voor dynamische belichting en meer realistische weergave van oppervlaktes. Creation is vanaf 2011 onder meer gebruikt voor de spellen The Elder Scrolls V: Skyrim, Fallout 4 en Fallout 76.